# Penisola di Port-au-Port
La penisola di Port au Port (in lingua francese: Péninsule de Port-au-Port, in lingua Mi'kmaq: Kitpu) è una penisola canadese che si stacca dalla costa occidentale dell'isola di Terranova, nell'Oceano Atlantico.

## Geografia

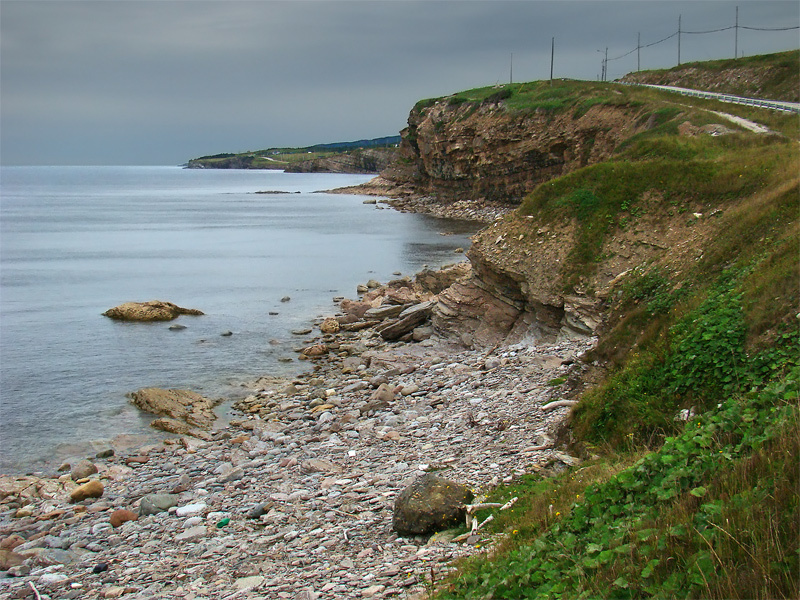
Lungo la statale 460

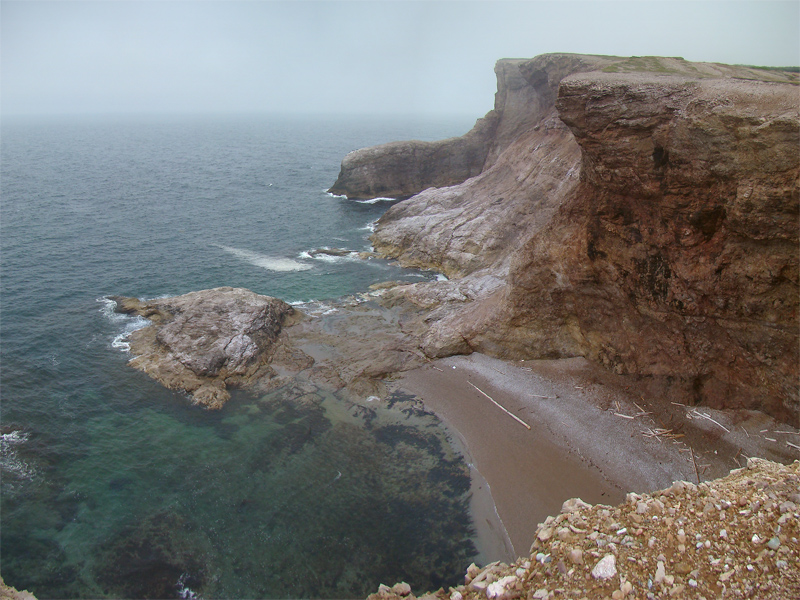
Park-Boutte du Cap

La penisola si estende nel golfo di San Lorenzo ed è unita a Terranova da uno stretto istmo che si collega alla comunità di Port-au-Port. È delimitata a sud dalla baia di San Giorgio, a ovest dal golfo di San Lorenzo e sul lato nordovest dalla baia di Port au Port.
La costa è rocciosa e si estende all'incirca per una lunghezza di 130 km, mentre la penisola misura circa 40 km di lunghezza a ovest dell'istmo fino a Capo San Giorgio e a nordovest 50 km verso il "dito" di Long Point, a sua volta lungo circa 25 km. La costa orientale della penisola è irregolare, sporgendo nella baia omonima.
La penisola si trova sull'estremità occidentale della catena degli Appalachi che corre lungo la costa occidentale di Terranova. Non vi sono porti naturali lungo la linea costiera rocciosa della penisola. Essa era una volta coperta da fitte foreste ma molte aree lungo le sue rive sono state disboscate per agricoltura di sussistenza.
La riva meridionale è collinosa mentre la riva settentrionale è costituita da un basso versante che si estende salendo leggermente lungo il centro della parte orientale della penisola.
La struttura geologica è complessa con strati di roccia sedimentaria datati dal medio Cambriano al primo margine continentale Ordoviciano, che ha creato una piattaforma carbonica di calcare, shale e arenaria. La struttura fortemente ripiegata nell'area è stata identificata come contenente un indefinito ammontare di riserve di petrolio.

## Storia
L'area fu chiamata "Ophor portu" (porto di riposo) dai pescatori baschi durante i secoli XVI e XVII. Pescatori baschi e francesi usavano la costa occidentale di Terranova, compresa la penisola di Port au Port come insediamenti per la pesca stagionale e alcuni divennero residenze abituali della zona. In essa erano presenti anche famiglie Mi'kmaq.
Tra i trattati di Utrecht del 1713 e di Parigi del 1763, e anche successivamente, i Francesi esercitavano il diritto di utilizzare la costa occidentale dell'isola di Terranova. Quest'area divenne nota come French Shore e la penisola di Port au Port  era il suo centro. Insediamenti sparpagliati nella zona continuarono fino al 1904, quando la Francia rinunciò ai suoi diritti sulla French Shore.
La penisola di Port au Port rappresenta la più varia miscellanea etnica e linguistica nell'intera isola di Terranova, comprese le famiglie di Mi'kmaq con la più alta proporzione di insediamenti francofoni sull'isola (15%).
La minoranza francese, un misto di Mi'kmaq, Acadiano, francese e basco ha avuto un'importante influenza sulla cultura della zona.
La musica popolare unica di Terranova è stata in qualche modo influenzata dai musicisti della penisola di Port au Port, in particolare Émile Benoît. Inoltre, la tradizione cattolico romana della zona si riflette nell'elevata visibilità accordata alla chiese nelle comunità della penisola.
Come centro della comunità della provinciale franco-terranoviana, la penisola è stato designato come il solo distretto bilingue sull'isola di Terranova fin dal 1971.

## Economia
L'economia della penisola di Port au Port si basa sulle risorse naturali, in particolare la pesca. Una limitata attività forestale ebbe luogo in zone disabitate dell'interno e una piccola attività agricola di sussistenza ebbe luogo lungo le aree costiere. Molti abitanti della penisola, in particolare le comunità all'estremità orientale verso l'istmo, lavorano nelle vicine Kippens e Stephenville.
All'inizio del 1900 si stabilirono attività estrattive di calcare ad Aguathuna, vicino all'istmo della penisola dove il crinale dei monti Table Head si estendono dalle colline di Lewis, il calcare fu utilizzato dalla Dominion Steel and Coal Corporation (DOSCO) fu utilizzato nell'acciaieria di Sydney in Nuova Scozia. La cava fu chiusa nel 1966 in seguito alle difficoltà finanziarie della DOSCO.
Dal 1941 al 1966 molte persone dell'estremità orientale della penisola fu impiegata presso la Base aerea di Ernest Harmon nei pressi di Stephenville.
Dagli anni 1970 ad ora una cava principale opera a Lower Cove impiegando da 30° a 40 persone.
Negli anni 1980 e 1990 alcune compagnie petrolifere hanno iniziato a esplorare la penisola in cerca di petrolio. Qualche deposito è stato scoperto in quantità sufficiente e furono messi in opera alcuni pozzi. I geologi hanno valutato che esistono giacimenti a maggiori profondità e probabilmente off shore in un quantitativo tra i 400 e i 500 miliardi di barili, ma le perforazioni di saggio non hanno confermato questa teoria.
Una compagnia energetica canadese otterrà presto l'autorizzazione alle perforazioni al largo della costa sudoccidentale di Terranova.
La Canadian Imperial Venture Corporation (CIVC) è in attesa dell'approvazione dall'ente federale-provinciale che regola il petrolio, il Canada Terranova e Labrador Offshore Petroleum Board, per trivellazioni di prova a Shoal Point, vicino alla penisola di Port Au Port. Nel corso degli ultimi anni la compagnia ha esplorato la zona trovando del petrolio nel 2008.
"Al cambio del secolo vi erano parecchi pozzi sulla penisola di Port Au Port e Shoal Point, che producevano qualcosa come da 20 a 25 barili giornalieri – ha detto Kirby Mercer, vice-presidente della CIVC – ora stiamo operando con moderne tecnologie e con strumenti moderni. Così noi speriamo di estrarre l'oro nero con questi moderni mezzi.» Mercer ha detto che se la compagnia otterrà l'autorizzazione a compiere I testi di trivellazione e se questi daranno risultati positive, la CIVC spera che l'Offshore Petroleum Board approverà una licenza di estrazione. Ciò porterebbe la compagnia un passo più avanti nell'impiantare pozzi estrattivi nella zona occidentale di Terranova.
Oggi i viaggiatori raggiungono la zona usando il servizio di traghetti della Marine Atlantic per Channel-Port aux Basques o con le Sunwing Airlines, Flair Airlines e Provincial Airlines verso l'Aeroporto internazionale di Stephenville, situato nella zona orientale della regione, che offre voli locali regolari tutto l'anno.

## Comunità
La penisola di Port au Port Peninsula è una regione relativamente insulare e conta approssimativamente una ventina di comuni.